# Alois Camenzind
Alois Camenzind (* 1. August 1948) ist ein Schweizer Jurist, Anwalt und Verwaltungsrat, der mit Fokus auf Steuerrecht tätig war. Er arbeitete als Chef der kantonalen Steuerverwaltung des Kantons Schwyz, dann als Anwalt in der Privatindustrie und war daneben als nebenamtlicher Bundesrichter in Lausanne und Präsident der Schwyzer Kantonalbank tätig.

## Leben und Ausbildung
Camenzind wurde als ältestes Kind von Alois und Ida Camenzind-Felix geboren und wuchs zusammen mit sechs Geschwistern in Gersau auf, wo er die Primar- und die Sekundarschule absolvierte. Er besuchte von 1963 bis 1967 die Kantonsschule Kollegium Schwyz, wo er mit Handelsdiplom und Handelsmaturität abschloss. Von 1969 bis 1973 studierte er an der Handelshochschule St. Gallen, schloss als lic. oec. HSG ab und erwarb in einem Zweitstudium von 1975 bis 1977 an der Universität Zürich das Lizenziat der Rechte (lic. iur.). Für seine Tätigkeit im Bezirk Schwyz bestand er die Landschreiberprüfung des Kantons Schwyz und erhielt im Jahr 1982 das Anwaltspatent des Kantons Schwyz.
Camenzind ist verheiratet und Vater von zwei erwachsenen Kindern.

## Beruflicher Werdegang
Beruflich war er zuerst als Revisor in der kantonalen Steuerverwaltung Schwyz tätig, die er später als Chef rund acht Jahre lang leitete. Dazwischen war er als Land- und Gerichtsschreiber des Bezirks Schwyz aktiv. Seine weitere berufliche Tätigkeit führte ihn als Partner und Sitzleiter der Revisuisse-Price Waterhouse (heute PwC Schweiz) nach Zürich, Luzern und Zug. Seinen beruflichen Werdegang schloss er als Partner (Steuerspezialist und selbständiger Anwalt) in der Kanzlei Reichlin & Hess in Zug ab. Sein Fachbereich umfasste vor allem nationales und internationales Steuerrecht sowie allgemeine anwaltschaftliche Beratung.
Als Verwaltungsrat stellte er seine ökonomischen und juristischen Kenntnisse kleineren und grösseren nationalen und internationalen Familienunternehmungen (KMU) zur Verfügung und war insgesamt während 16 Jahren als Bankrat, davon acht Jahre als Präsident, für die Schwyzer Kantonalbank tätig.

## Richterliche Funktionen
Sein richterliches Handwerkzeug erlernte er als Gerichtsschreiber am Bezirksgericht Schwyz. Später präsidierte er die kantonale Steuerkommission und wurde als Richter in die eidgenössische Steuer-Rekurskommission sowie in das Divisionsgericht 9A gewählt. Von der vereinigten Bundesversammlung wurde er wiederholt als nebenamtlicher Bundesrichter in das Schweizer Bundesgericht gewählt. Hier war sein hauptsächliches Einsatzgebiet während rund 16 Jahren das Mehrwertsteuerrecht, wo er die Rechtsprechung in diesem für die Schweiz damals neuen Rechtsbereich mitprägte.

## Militär
Militärisch wurde er als Offizier bei den Gebirgstruppen zuerst in die Geb Füs Kp III/72 eingeteilt. Als Nachrichtenoffizier war er Stabsoffizier im Geb Füs Bat 72 (Hauptmann), im Geb Inf Rgt 29 (Major) und dann als leitender Nachrichten Offizier (Oberstleutnant) im Stab der Geb Div 9. Haupteinsatzgebiete waren das Tessin, die Gotthardachse und die Innerschweiz.

## Publikationen

### Steuerrecht
- mit Niklaus Honauer: Handbuch zur neuen Mehrwertsteuer. Eine Wegleitung für Unternehmer und Steuerberater. Haupt, Bern 1995.
- Manuel du nouvel impôt sur la taxe à la valeur ajoutéé (Übersetzung Marco Molino). Haupt, Bern 1996.
- mit Niklaus Honauer, Klaus A. Vallender: Handbuch zum Mehrwertsteuergesetz (MwStG) (= Schriftenreihe des IFF St. Gallen. Band 100). Haupt, Bern 2000.
  - 2. Auflage 2003.
  - 3., vollständig überarbeitete Auflage, zusätzlich mit Marcel R. Jung, Simeon L. Probst, 2012.
- Kommentierung von Art. 14 MwStG im Kommentar zum Bundesgesetz über die Mehrwertsteuer. Kompetenzzentrum der Treuhandkammer (Hrsg.). Helbing & Lichtenhahn, Basel 2000.
- Kommentierung von Art. 40 StG (Die Verwaltungsgerichtsbeschwerde an das Bundesgericht), im Kommentar Stempelabgaben. Xavier Oberson, Pascal Hinny (Hrsg.). Schulthess, Zürich 2006.
- Die Besteuerung der Holding- und Domizilgesellschaften im Kanton Schwyz. Schwyzer Kantonalbank (Hrsg.). Juni 1986.

### Weitere Publikationen
- Maultiere machen Geschichte oder Suworows Krieg in den Schweizer Alpen im Jahre 1799. 3., unveränderte Auflage. Pro Libro, Luzern 2018.
- mit Urs Fueglistaller: Strategisches Denken in KMU und die Lehre von Clausewitz. NZZ Libro, Zürich 2014.